# Maison des lettres
Pour le projet immobilier Maison des gens de lettres, voir Gare d'autocars de Montréal.
La Maison des lettres (en néerlandais : Letterenhuis, nom complet : Archief en Museum voor het Vlaamse Cultuurleven Letterenhuis, « Archive et musée pour la vie culturelle flamande Maison des lettres ») est un musée et un dépôt d'archives relatif à la littérature flamande situé à Anvers, en Belgique. Le bâtiment est classé.

## Activités
- expositions
- lectures
- présentations de livres
- journées d'études

## Publications
- Zacht Lawijd (aussi connu sous le nom de ZL), en collaboration avec le musée de la littérature néerlandaise (nl)[2]
- Zuurvrij

## Archives
- 2 millions de lettres et de manuscrits
- 130 000 photos
- 40 000 affiches, peintures et autres œuvres graphiques

Pour effectuer des recherches dans ces archives, il y a Agrippa, un moteur de recherche.

## Quelques expositions passées
- 2002 : Le Lion des Flandres
- 2003 : ‘Eindelijk! Lanoye genaaid, gebonden & in leer
- 2003 : Godfried Bomans, de fluwelen duivel
- 2005 : Jeroen Brouwers
- 2006 : Verre horizonten
- 2008 : Installation de Johan van Geluwe.
- 2009 : Dooreman naar de letter
- 2010 : Dicht bij Elsschot
- 2013 : HAUSER expo. Een multimediaal epos

## Quelques archives de la Maison des lettres

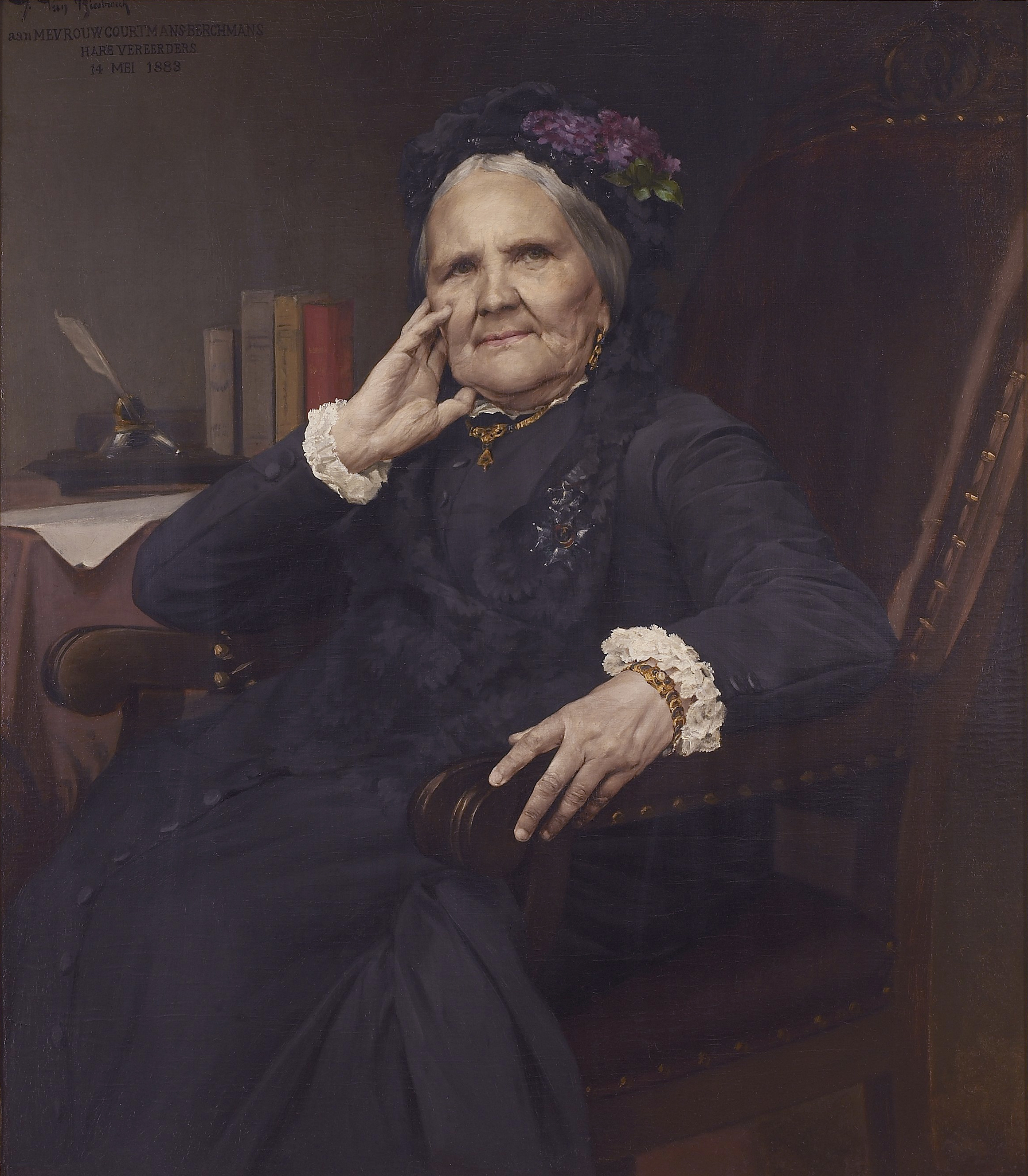
Johanna Courtmans-Berchmans
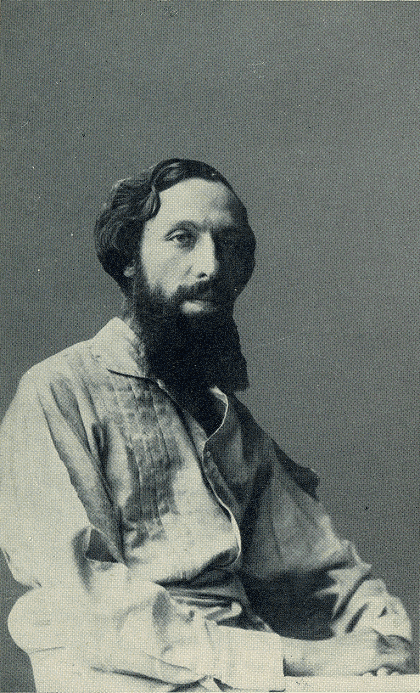
Jacques Mesnil
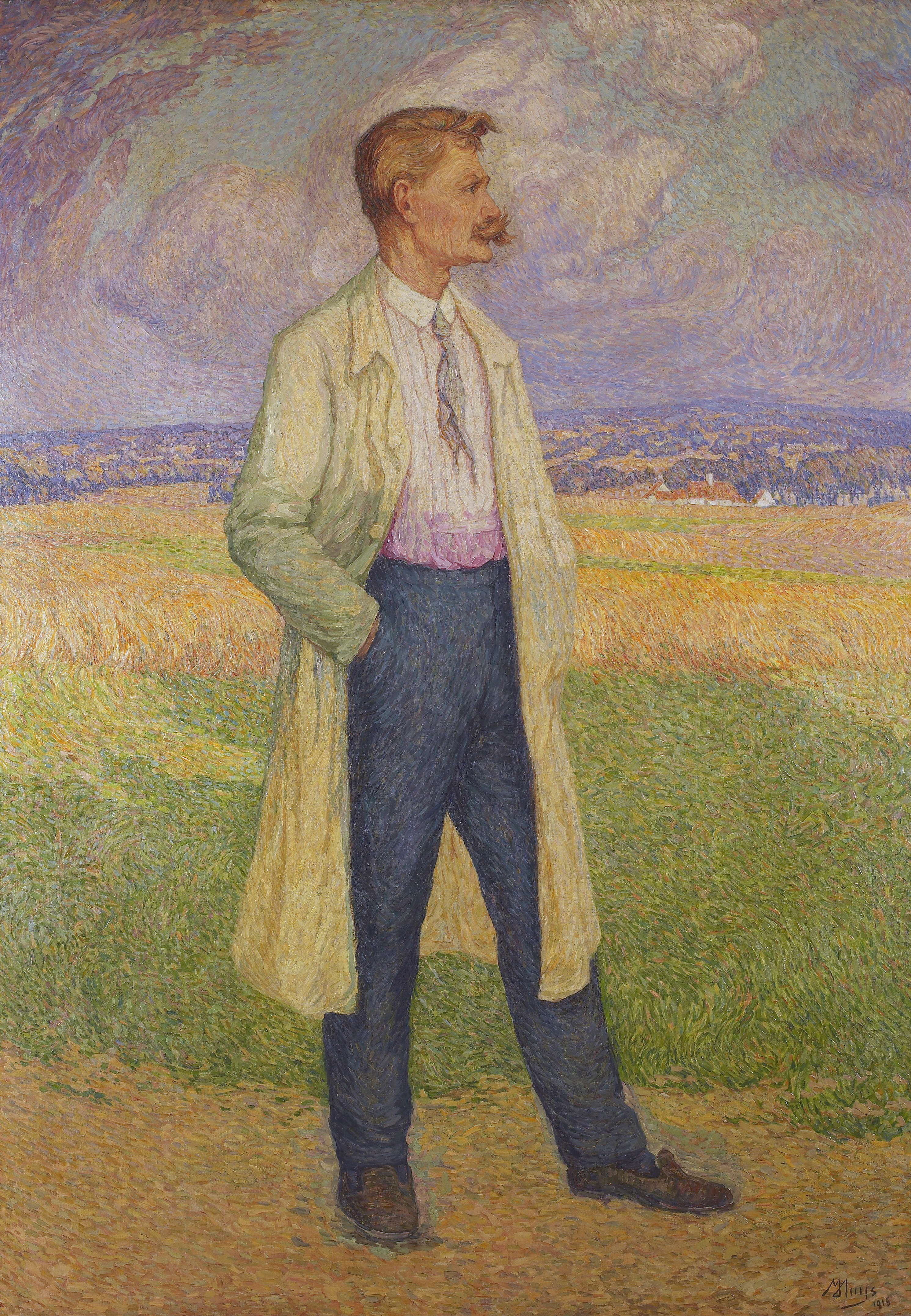
Stijn Streuvels par Modest Huys